# 이재익 (축구 선수)
이재익(李在翊, 1999년 5월 21일 ~ )는 대한민국의 축구 선수로, 포지션은 센터백, 왼쪽 풀백이다. 현재 K리그1 울산 HD 소속이다.

## 구단 경력

### 강원 FC
2018 시즌을 앞두고 강원 FC에 입단했다. 2018년 5월 13일 FC 서울과의 경기에서 선발 출전하면서 프로 데뷔전을 가졌다.

### 알라이얀 SC
2019 시즌 여름 이적시장에서 카타르 스타스 리그의 알라이얀로 이적했다.

### 로열 앤트워프 FC
2020 시즌 여름 이적시장을 통해 벨기에 퍼스트 디비전 A의 로열 앤트워프로 임대 이적했다.

### 서울 이랜드 FC
2021 시즌 여름 이적시장을 통해 K리그2의 서울 이랜드로 이적했다.
2022년 3월 5일에 열린 안산 그리너스와의 3라운드 원정경기에서 득점을 기록하며 팀의 0 – 1 승리를 이끌었다.

### 전북 현대 모터스
2024 시즌을 앞두고 전북 현대 모터스로 이적했다.

### 울산 HD FC
2025년 1월 17일에 울산 HD로 이적했다.

## 국가대표팀 경력
2019년 FIFA U-20 월드컵 최종 엔트리에 포함되었다. 조별리그 1차전인 포르투갈과의 경기부터 결승전인 우크라이나전까지의 모든 경기에 출전해 대한민국의 U-20 월드컵 준우승에 일조했다.
2019년 10월 A매치를 앞두고 대한민국 축구 국가대표팀에 처음 발탁되었다.

## 수상

### 팀

#### 대한민국 U-20
- FIFA U-20 월드컵 준우승: 2019

#### 대한민국
- EAFF E-1 풋볼 챔피언십 : 준우승 (2022)